# Margina
Margina (en húngaro: Marzsina; en alemán: Marschina) es un municipio de Rumanía de 2 186 habitantes, ubicado en el distrito de Timiș, en la región histórica del Banato.
El municipio está formado por la unión de 9 pueblos: Breazova, Bulza, Coșevița, Coșteiu de Sus, Groși, Margina, Nemeșești, Sintești, Zorani.
El principal monumento del municipio es la iglesia de madera Cuvioasa Paraschiva, construida en 1797.
Margina fue el lugar de nacimiento del escritor Sorin Titel (1935-1985).